# Marianne Mahn-Lot
Marianne Tatiana Mahn-Lot (Fontenay-aux-Roses, 18 de febrero de 1913-Issy-les-Moulineaux, 10 de noviembre de 2005), fue una historiadora francesa especialista en el descubrimiento de la América española y en Bartolomé de las Casas, el primer defensor de los indios.

## Trayectoria
Hija de los medievalistas Myrrha Borodine y Ferdinand Lot, y hermana de Éveline Lot-Falck, pasó su infancia en Fontenay-aux-Roses. Estudió en la École des Chartes, donde conoció a su marido Jean-Berthold Mahn, y obtuvo su diploma de archivera paleográfica en 1937 con una tesis sobre Felipe de Évreux, rey de Navarra.
Después de la guerra, cuando su marido murió en la campaña de Italia, trabajó en el Mercure de France, al tiempo que proseguía investigaciones históricas que la llevaron más tarde a ser ingeniera de investigación en la VI sección de la École Pratique des Hautes Études. La mayor parte de su labor como historiadora está dedicada al descubrimiento de América y a Bartolomé de las Casas, pero también trabajó para dar a conocer la obra de su marido y la de sus padres.

## Reconocimientos
En 2020, Mahn-Lot fue incluida dentro del proyecto “Mujeres Investigadoras en los Archivos Estatales (1900-1970)” para la descripción archivística y creación de un micrositio específico en el Portal de Archivos Españoles (PARES), desarrollado entre 2020-2023. Este proyecto ha sido impulsado por la Subdirección General de Archivos Estatales, con el objetivo visibilizar la labor de investigación realizada en España por las mujeres en el intervalo 1900-1970 partiendo de los registros documentales que se conservan en los Archivos de Gestión de los AAEE del Ministerio de Cultura (el Archivo Histórico Nacional, el Archivo de la Corona de Aragón, el Archivo General de Simancas, el Archivo General de Indias, el Archivo de la Real Chancillería de Valladolid, el Archivo General de la Administración y el Centro de Información Documental de Archivos).

## Obra
- Bartolomé de Las Casas et le droit des indiens, Payot, 1995 (nouvelle édition), coll. le regard de l'histoire. ISBN 978-2228273909
- Bartolomé de Las Casas, une théologie pour le Nouveau Monde, Desclée de Brouwer, 1991, coll. Prophète pour demain. ISBN 978-2220032337
- L'Evangile et la Force / Bartolomé de Las Casas, présentation, traduction, choix de textes, éditions du Cerf, 1991 (3e éd.). ISBN 978-2204087469
- Portrait historique de Christophe Colomb, Seuil, coll. Points Histoire, 1988. ISBN 978-2020103558
- La Découverte de l'Amérique, Flammarion, « Champs », 1970. ISBN 978-2081336766
- Le Réseau du Musée de l'Homme - Boris Vildé, Historiens et géographes no 369 - Mars 2000. ISBN 978-2020052115
- Una aproximación histórica a la conquista de la América española. Oikos-Tau, S.A. Ediciones, febrero 1977. ISBN 978-8428103381